# Jennette Williamsová (fotografka)
Jennette Williamsová (17. prosince 1952 – 9. dubna 2017) byla americká fotografka známá svými fotografiemi žen.

## Životopis
Williamsová se narodila 17. prosince 1952 ve Forest Hills, Queens. Navštěvovala Yale University School of Art. V roce 2000 získala Guggenheimovo stipendium. V roce 2009 vydalo Duke University Press a Centrum pro dokumentární studia autorčino portfolio platinových tisků koupajících se žen s názvem The Bathers. Kniha byla oceněna Honickmanovou první knižní cenou ve fotografii.
Zemřela 9. dubna 2017 ve věku 64 let. Její práce je v Muzeu umění ve Filadelfii a v archivu Davida M. Rubensteina Rare Book & Manuscript Library na Duke University.

## Publikace
- The Bathers. Durham, NC: Duke University Press ; Centrum dokumentárních studií, 2009. ISBN 978-0-8223-4623-4. Předmluva: Mary Ellen Marková.[8]